# Spirostachys africana
Spirostachys africana är en törelväxtart som beskrevs av Otto Wilhelm Sonder. Spirostachys africana ingår i släktet Spirostachys och familjen törelväxter. Inga underarter finns listade i Catalogue of Life.

## Bildgalleri

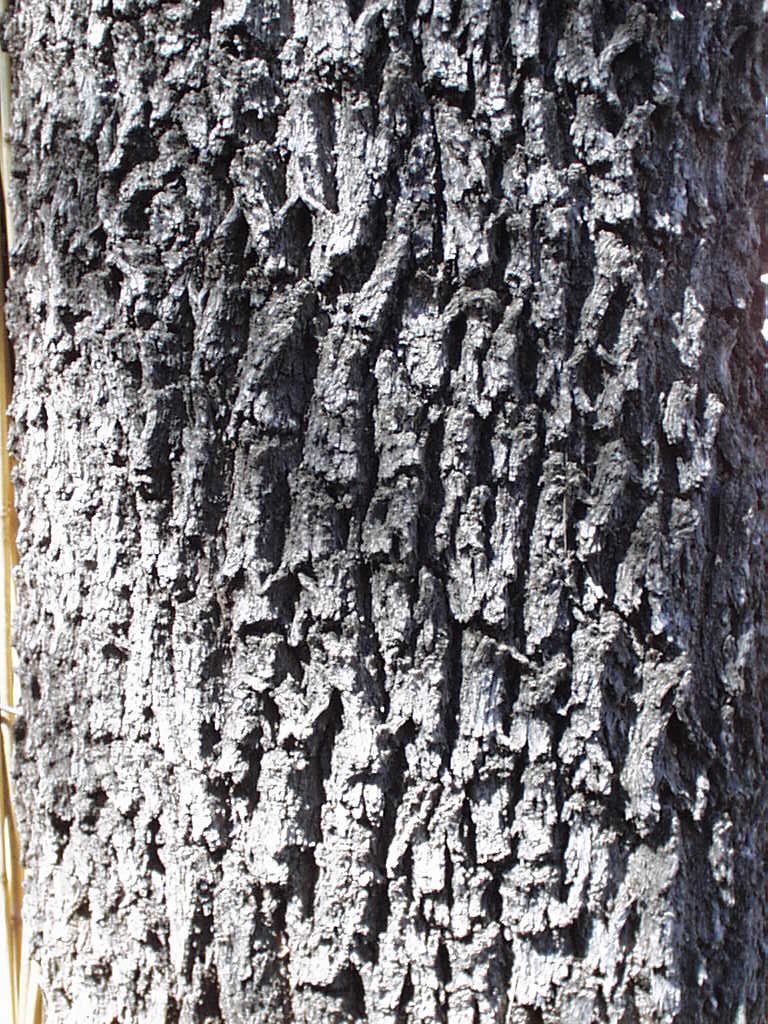
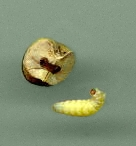
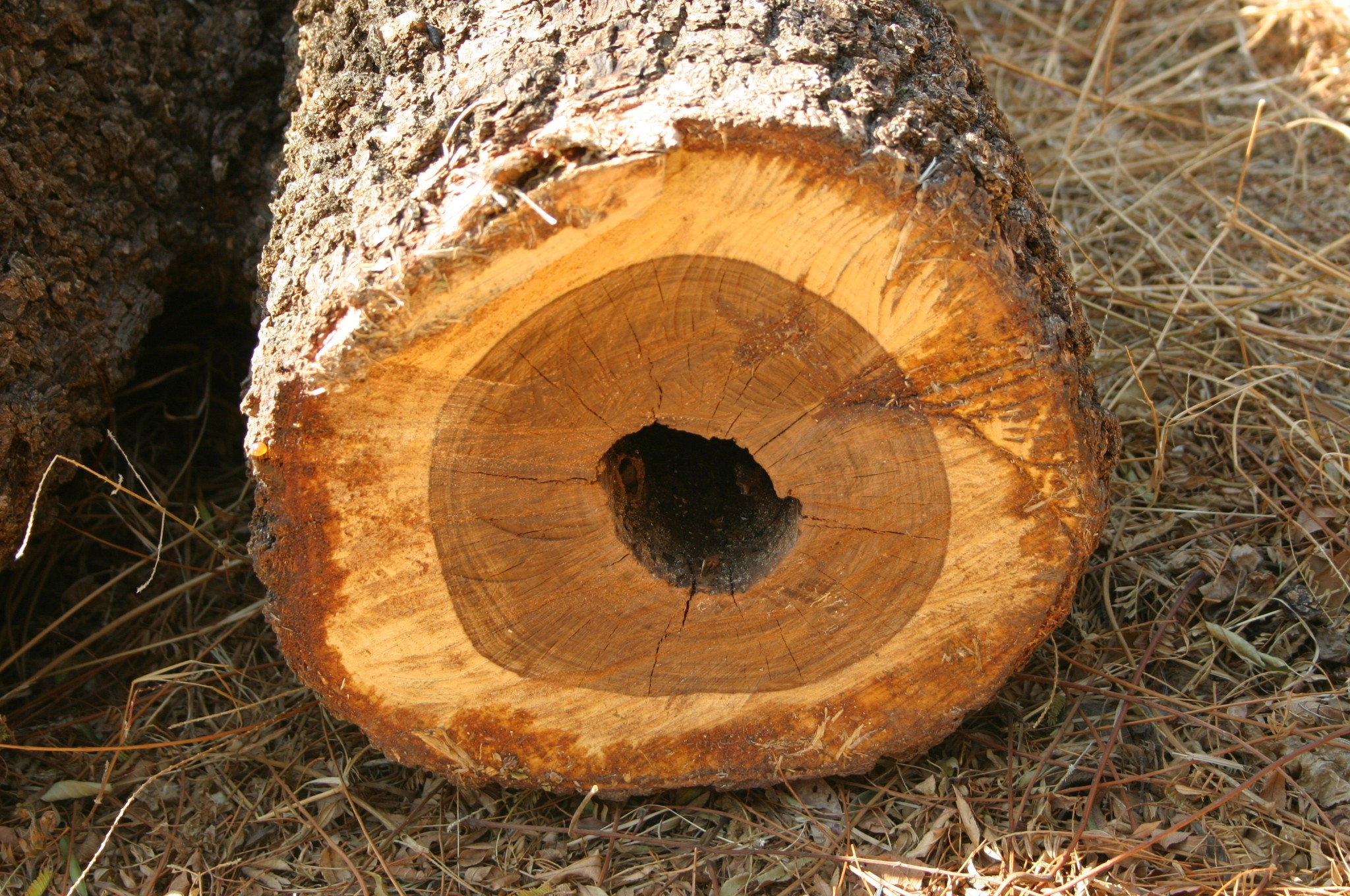
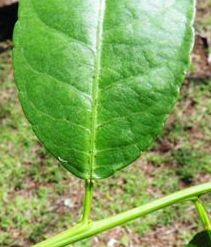
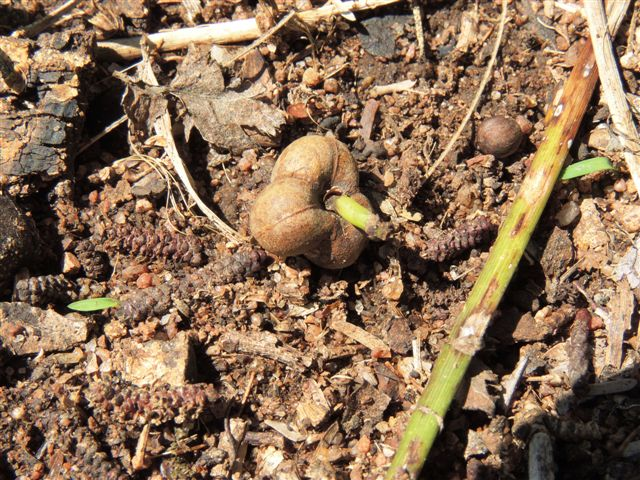
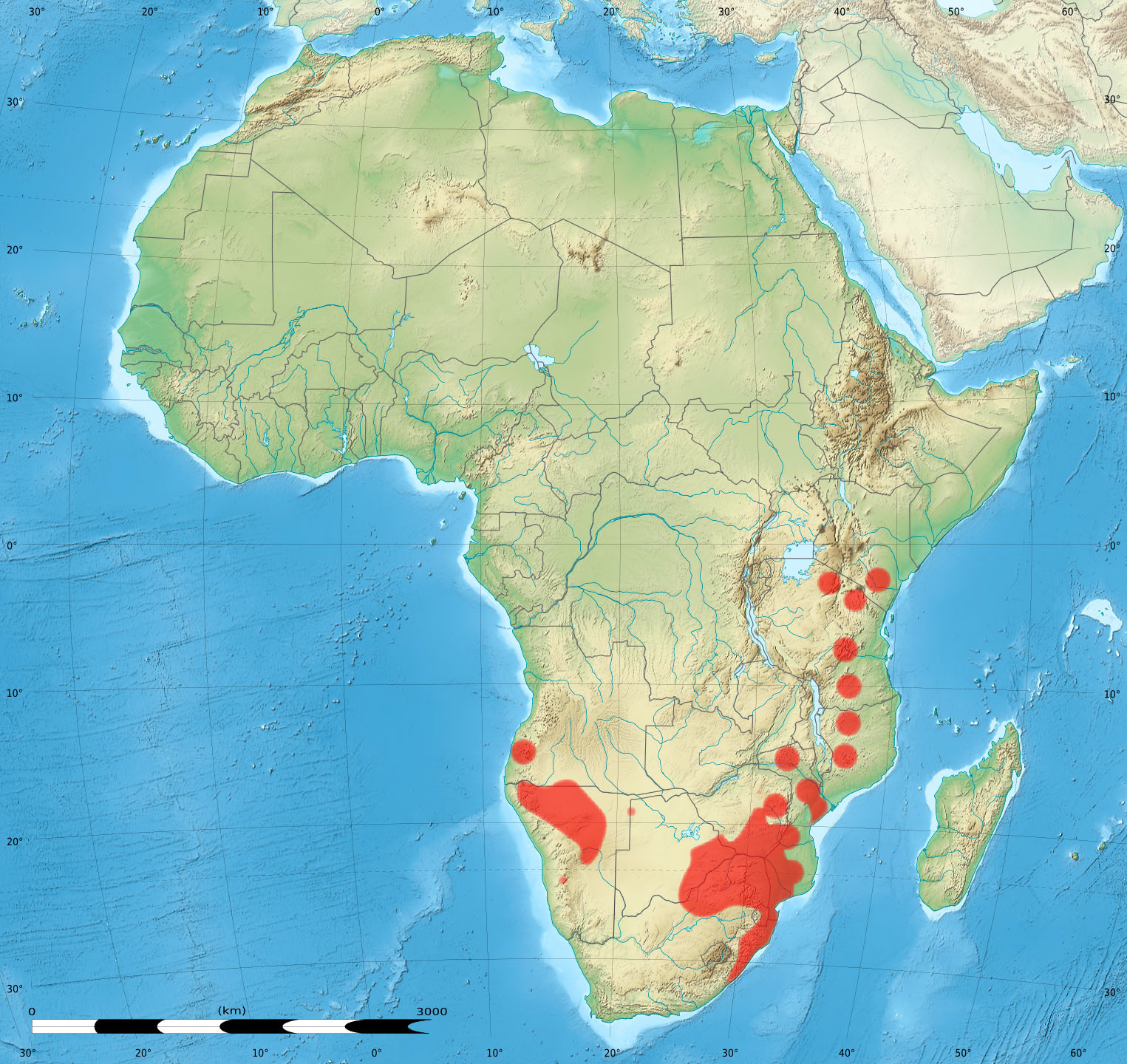